# Không gian một chiều

Một trục số

Trong vật lý và toán học, một chuỗi n số có thể xác định một vị trí trong không gian n-chiều. Khi n = 1, các tập hợp tất cả các điểm như vậy được gọi là không gian một chiều. Một ví dụ về không gian một chiều là trục số, nơi vị trí của mỗi điểm trên nó có thể được diễn tả bởi một số duy nhất.
Trong hình học đại số, có nhiều cấu trúc khác nhau là không gian một chiều về mặt kĩ thuật, nhưng lại được nhắc đến trong các thuật ngữ khác. Một trường k là một không gian véc tơ một chiều trên chính nó. Tương tự, một đường thẳng xạ ảnh trên k là một không gian một chiều. Đặc biệt, nếu k = ℂ (số phức), thì đường ánh xạ phức P1(ℂ) là một chiều đối với ℂ, mặc dù nó cũng được gọi là Khối cầu Riemann.
Nói chung, một vành là một module có-độ-dài-là-1 hơn chính nó. Tương tự, đường chiếu trên một vành là không gian một chiều trên vành. Trong trường hợp vành là một đại số trên một trường, những không gian này là một chiều đối với đại số, ngay cả khi đại số có chiều kích cao hơn.

## Polytope
Chỉ có một polytope thông thường trong một chiều là đường thẳng, với biểu tượng Schläfli là { }.

## Siêu cầu
Các siêu cầu ở không gian một chiều là một cặp điểm, đôi khi được gọi là một không-cầu vì bề mặt của nó là không chiều. Chiều dài của nó là
{\displaystyle L=2r}
với {\displaystyle r} là bán kính.

## Hệ tọa độ trong một chiều không gian
Hệ tọa độ trong không gian một chiều bao gồm trục số và các góc.

Số đường dây
Góc